# Ancita anisocera
Ancita anisocera är en skalbaggsart som först beskrevs av Francis Polkinghorne Pascoe 1875.  Ancita anisocera ingår i släktet Ancita och familjen långhorningar. Inga underarter finns listade i Catalogue of Life.